# شلدان و باغي (شبانكارة)
شلدان وباغي (بالفارسية: شلدان و باغی) هي قرية تقع في إيران في قسم شبانكارة الريفي. يقدر عدد سكانها بـ 57 نسمة بحسب إحصاء 2016.